# Biserica „Sfântul Ilie”, „Sfântul Nicolae” din Ariceștii Rahtivani
Biserica „Sfântul Ilie”, „Sfântul Nicolae” din Ariceștii Rahtivani este un monument istoric aflat pe teritoriul satului Ariceștii Rahtivani, comuna Ariceștii Rahtivani. În Repertoriul Arheologic Național, monumentul apare cu codul 132084.01.01.